# Tror du på tomten, Jessie?
Tror du på tomten, Jessie? (engelska: Prancer) är en amerikansk-kanadensisk dramafilm från 1989 i regi av John Hancock. I huvudrollerna ses Rebecca Harrell, Sam Elliott, Cloris Leachman, Abe Vigoda, Michael Constantine, Rutanya Alda och Ariana Richards.

## Rollista i urval
- Rebecca Harrell – Jessica Riggs
- Sam Elliott – John Riggs
- Cloris Leachman – Mrs. McFarland
- Abe Vigoda – Dr. Orel Benton
- Michael Constantine – Mr. Stewart/Mall Santa
- Rutanya Alda – Sarah
- Ariana Richards – Carol Wetherby
- John Joseph Duda – Steve Riggs
- Johnny Galecki – Billy Quinn
- Mark Rolston – Herb Drier
- Walter Charles – präst
- Michael Luciano – Bert
- Jesse Bradford – pojke
- Boo – Prancer (en av jultomtens renar)